# Catherine Drew
Pour les articles homonymes, voir Drew.
Catherine Drew (27 mai 1832 - 26 août 1910) est une journaliste et écrivaine irlandaise.

## Biographie
Catherine Drew est née à Broughshane, dans le comté d'Antrim, le 27 mai 1832. Ses parents sont le révérend Thomas Drew et Isabella Drew (née Dalton). Elle est la troisième des huit filles et quatre fils du couple. La plupart de ses frères et sœurs sont morts jeunes. Drew passe son enfance à Belfast, où son père est recteur de la Christ Church sur Durham Street de 1833 à 1859. En 1866,  Drew déménage à Dublin au 60 Upper Sackville Street, pour vivre avec son frère, Thomas Drew, architecte de profession. C'est à cette époque qu'elle semble avoir commencé sa carrière de  journaliste, en rédigeant des articles pour la revue bimensuelle Irish Builder (en) dont elle devient par la suite rédactrice en chef adjointe. Elle écrit ensuite pour le quotidien The News Letter (en), et suivant les conseils de son propriétaire James Alexander Henderson, Catheriene Dew déménage à Londres en 1871 pour y devenir la correspondante du journal. Elle y tient deux chroniques, Metropolitan gossip et Ladies' letter, parmi les plus anciennes chroniques écrites spécifiquement pour les femmes, où elle procure à ses lectrices de Belfast des nouvelles de la bonne société londonienne. Elle publie également des articles dans le magazine américain The Literary World, ainsi que les revues The British Architect et London Society (en).
Catherine Drew est l'une des membres fondatrices de la Ladies' Press Association et a fait campagne pour davantage de droits pour les femmes journalistes. Elle devient une figure de proue du Chartered Institute of Journalists (en), représentant l'Institut lors de plusieurs congrès internationaux. Elle occupe la charge de  vice-présidente de l'Institut au moment de sa mort. 
Elle travaille également au Orphan Fund pendant de nombreuses années, une initiative dont elle est à l'origine en 1891. 
En 1894, elle est l'une des signataires du mémoire Frances Power Cobbe et fait campagne pour une plus grande reconnaissance des droits des femmes journalistes, aux côtés de Millicent Fawcett et Jessie Boucherett. Drew écrit plusieurs romans, dont Harry Chalgraves's legacy (1876) et The lutaniste of St Jacobi's (1881). En mars 1885, elle donne une conférence intitulée Dress, economic and technic à l'Exposition des Femmes dans les Industries de Bristol, qui a été publié postérieurement.
Elle meurt à son domicile de Holland Street à Kensington, le 26 août 1910, et est enterrée au Kensington Hanwell Cemetery, Broadway. Dame Drew, sa belle-sœur, érige une croix celtique en son honneur. Elle lègue un bracelet en or à l'Institute of Journalists, bracelet qui lui avait été offert par l'Institut pour marquer son départ à la retraite en 1908. Il est porté par les femmes de présidents ou les épouses des hommes des présidents de cet institut, et est connu sous le nom de « Bracelet Drew ».

## Publications
- Harry Chalgraves's legacy (1876)
- The Lutaniste of St-Jacobi's, a tale, New York, H.Holt and Company, 1881, 260 p.